# Franck Elemba
Franck Dannique Elemba Owaka (Brazzaville, 21 luglio 1990) è un pesista congolese (Repubblica del Congo) naturalizzato francese.

## Biografia
Nel 2014 ha rappresentato la Repubblica del Congo ai XIX Campionati africani di atletica leggera di Marrakech conquistando la medaglia di bronzo nel getto del peso.
Nel 2015 ha partecipato agli XI Giochi panafricani di Brazzaville sia nel getto del peso, dove ha conquistato l'oro con la misura di 20,25 metri, che nel lancio del disco, specialità in cui ha vinto la medaglia di bronzo con la misura di 50,30 metri.
Nel 2016 a Durban ha conquistato la medaglia d'argento ai XX Campionati africani di atletica leggera nel getto del peso. 
Ha inoltre preso parte ai Giochi olimpici di Rio dove è stato portabandiera del suo paese alla Cerimonia di apertura e ha sfiorato il podio, sempre nel getto del peso, classificandosi quarto a soli sedici centimetri dalla medaglia di bronzo, con la misura di 21,20 metri, migliorando il record nazionale di specialità che già gli apparteneva.
Detiene anche il record nazionale indoor della specialità con la misura di 20,86 m, ottenuto nel 2017.

## Palmarès
| Anno | Manifestazione           | Sede           | Evento           | Risultato | Prestazione | Note                                     |
| ---- | ------------------------ | -------------- | ---------------- | --------- | ----------- | ---------------------------------------- |
| 2010 | Campionati africani      | Nairobi        | Getto del peso   | 4º        | 15,90 m     |                                          |
| 2010 | Campionati africani      | Nairobi        | Lancio del disco | 12º       | 38,56 m     |                                          |
| 2011 | Universiadi              | Shenzhen       | Getto del peso   | 18º (q)   | 15,71 m     |                                          |
| 2011 | Giochi panafricani       | Maputo         | Getto del peso   | 5º        | 16,64 m     |                                          |
| 2012 | Campionati africani      | Porto-Novo     | Getto del peso   | 5º        | 16,23 m     |                                          |
| 2013 | Giochi della Francofonia | Nizza          | Getto del peso   | 5º        | 18,68 m     |                                          |
| 2014 | Mondiali indoor          | Sopot          | Getto del peso   | 18º (q)   | 17,74 m     | Record nazionale                         |
| 2014 | Campionati africani      | Marrakech      | Getto del peso   | Bronzo    | 18,74 m     |                                          |
| 2015 | Mondiali                 | Pechino        | Getto del peso   | 21º (q)   | 19,40 m     |                                          |
| 2015 | Giochi panafricani       | Brazzaville    | Getto del peso   | Oro       | 20,25 m     | Record nazionale · Record dei Giochi     |
| 2015 | Giochi panafricani       | Brazzaville    | Lancio del disco | Bronzo    | 50,30 m     |                                          |
| 2016 | Mondiali indoor          | Portland       | Getto del peso   | 17º       | 19,34 m     |                                          |
| 2016 | Campionati africani      | Durban         | Getto del peso   | Argento   | 19,89 m     |                                          |
| 2016 | Olimpiadi                | Rio de Janeiro | Getto del peso   | 4º        | 21,20 m     | Record nazionale                         |
| 2017 | Giochi della Francofonia | Abidjan        | Getto del peso   | Oro       | 19,99 m     |                                          |
| 2017 | Mondiali                 | Londra         | Getto del peso   | 24º (q)   | 19,74 m     |                                          |
| 2019 | Giochi panafricani       | Rabat          | Getto del peso   | 6º        | 19,17 m     |                                          |
| 2019 | Mondiali                 | Doha           | Getto del peso   | 29º (q)   | 19,76 m     | Miglior prestazione personale stagionale |